# دکتر فاستوس (نمایش‌نامه)
تاریخچه تراژدی گونه زندگی و مرگ دکتر فاستوس (انگلیسی: The Tragical History of the Life and Death of Doctor Faustus) که توسط کریستوفر مارلو نمایشنامه‌نویس سده شانزدهم اهل انگلستان نگاشته شده است.
بر اساس این نمایشنامه اقتباسی سینمایی نیز ساخته شده است.